# دانيال بست
دانيال بست (بالإنجليزية: Daniel Best)‏ هو مخترع ‏ أمريكي، ولد في 20 مارس 1838 في مقاطعة تسكاراواس في الولايات المتحدة، وتوفي في 22 أغسطس 1923.